# Renato Pirocchi
Renato Pirocchi (* 26. Juni 1933 in Notaresco; † 29. Juli 2002 in Chieti) war ein italienischer Autorennfahrer.

## Karriere
Renato Pirocchi fuhr mit den kleinen Fahrzeugen von Stanguellini Sportwagenrennen, als er Mitte der 1950er-Jahre zu einem der besten Piloten der italienischen Formel-Junior-Szene aufstieg. 1959, bei einem Rennen in Taraschi, begann die lebenslange Freundschaft zu Lorenzo Bandini. Die beiden lieferten sich einige Duelle auf den heimischen Rennstrecken. 1960 krönte Pirocchi seine Formel-Junior-Karriere mit dem Gesamtsieg in der italienischen Meisterschaft. Große Beachtung fand auch sein Sieg beim Großen Preis von Kuba im selben Jahr.
Während der Weg von Bandini zielstrebig in die Automobil-Weltmeisterschaft führte, geriet die Karriere von Pirocchi ins Stocken. 1961 bestritt er seinen einzigen Weltmeisterschaftslauf. Beim Großen Preis von Italien pilotiere er einen Cooper T53-Maserati, den der Pescara Racing Club für ihn gemeldet hatte. Es war das Rennen, bei dem der Deutsche Wolfgang Graf Berghe von Trips tödlich verunglückte und das mit dem Sieg von Phil Hill im Ferrari 156 endete. Pirocchi kam mit einem Rückstand von vier Runden auf den Sieger als Zwölfter ins Ziel.

## Statistik

### Statistik in der Automobil-Weltmeisterschaft
Diese Statistik umfasst alle Teilnahmen des Fahrers an der Automobil-Weltmeisterschaft, die heutzutage als Formel-1-Weltmeisterschaft bezeichnet wird.

#### Gesamtübersicht
| Saison | Team                | Chassis    | Motor           | Rennen | Siege | Zweiter | Dritter | Poles | schn. Rennrunden | Punkte | WM-Pos. |
| ------ | ------------------- | ---------- | --------------- | ------ | ----- | ------- | ------- | ----- | ---------------- | ------ | ------- |
| 1961   | Pescara Racing Club | Cooper T51 | Maserati 1.5 L4 | 1      | −     | −       | −       | −     | −                | −      | NC      |
| Gesamt | Gesamt              | Gesamt     | Gesamt          | 1      | −     | −       | −       | −     | −                | −      |         |

#### Einzelergebnisse
| Saison | 1 | 2 | 3 | 4 | 5   | 6  | 7 | 8 |
| ------ | - | - | - | - | --- | -- | - | - |
| 1961   |   |   |   |   |     |    |   |   |
|        |   |   |   |   | DNA | 12 |   |   |

| Legende  | Legende            | Legende                                                          |
| Farbe    | Abkürzung          | Bedeutung                                                        |
| -------- | ------------------ | ---------------------------------------------------------------- |
| Gold     | –                  | Sieg                                                             |
| Silber   | –                  | 2. Platz                                                         |
| Bronze   | –                  | 3. Platz                                                         |
| Grün     | –                  | Platzierung in den Punkten                                       |
| Blau     | –                  | Klassifiziert außerhalb der Punkteränge                          |
| Violett  | DNF                | Rennen nicht beendet (did not finish)                            |
| Violett  | NC                 | nicht klassifiziert (not classified)                             |
| Rot      | DNQ                | nicht qualifiziert (did not qualify)                             |
| Rot      | DNPQ               | in Vorqualifikation gescheitert (did not pre-qualify)            |
| Schwarz  | DSQ                | disqualifiziert (disqualified)                                   |
| Weiß     | DNS                | nicht am Start (did not start)                                   |
| Weiß     | WD                 | zurückgezogen (withdrawn)                                        |
| Hellblau | PO                 | nur am Training teilgenommen (practiced only)                    |
| Hellblau | TD                 | Freitags-Testfahrer (test driver)                                |
| ohne     | DNP                | nicht am Training teilgenommen (did not practice)                |
| ohne     | INJ                | verletzt oder krank (injured)                                    |
| ohne     | EX                 | ausgeschlossen (excluded)                                        |
| ohne     | DNA                | nicht erschienen (did not arrive)                                |
| ohne     | C                  | Rennen abgesagt (cancelled)                                      |
| ohne     | keine WM-Teilnahme |                                                                  |
| sonstige | P/fett             | Pole-Position                                                    |
| sonstige | 1/2/3/4/5/6/7/8    | Punktplatzierung im Sprint-/Qualifikationsrennen                 |
| sonstige | SR/kursiv          | Schnellste Rennrunde                                             |
| sonstige | *                  | nicht im Ziel, aufgrund der zurückgelegten Distanz aber gewertet |
| sonstige | ()                 | Streichresultate                                                 |
| sonstige | unterstrichen      | Führender in der Gesamtwertung                                   |

### Einzelergebnisse in der Sportwagen-Weltmeisterschaft
| Saison | Team                 | Rennwagen       | 1   | 2   | 3   | 4   | 5   |
| ------ | -------------------- | --------------- | --- | --- | --- | --- | --- |
| 1961   | Scuderia Serenissima | Fiat-Abarth 850 | SEB | TAR | NÜR | LEM | PES |
| 1961   | Scuderia Serenissima | Fiat-Abarth 850 |     | 11  |     |     |     |